# 中国工程院章程
《中国工程院章程》于1994年6月第一次院士大会通过，之后经过1995年7月第二次院士大会、1998年6月第四次院士大会和2000年6月第五次院士大会三次修订。章程规定了中国工程院的职能和任务、中国工程院院士（含外籍院士）的权力和义务、院士大会的职能，分别对中国工程院的常设机构、学部进行了规范。2000年6月修订的章程共分八章23条。